# Kathleen Munroe
Kathleen Marie Sammon Munroe (nascida em 9 de Abril de 1982) é uma atriz canadense.
Kathleen nasceu em Hamilton, Ontário, e atualmente mora em Los Angeles. Ela estudou cinema na University of Toronto. Ela ganhou o Prêmio ACTRA em 2010 por Performance Excepcional de Atriz. Munroe compõe músicas e também toca. Ela fala fluentemente inglês e francês.

## Filmografia
| Ano  | Título                              | Papel                | Notas          |
| ---- | ----------------------------------- | -------------------- | -------------- |
| 2002 | Drummer Boy                         | Lexus                | Filme          |
| 2004 | Eternal                             | Connie               | Filme          |
| 2005 | The White Dog Sacrifice             | Kim                  | Filme          |
| 2005 | Decoding Aleil                      | Aleil Camden         | Curta-metragem |
| 2006 | Perennial                           | Carly                | Curta-metragem |
| 2008 | Cutting for Stone                   | Lexua                | Filme          |
| 2008 | Sticks & Stones Will Break My Heart | Garota               | Curta-metragem |
| 2009 | Let Him Be                          | Kathleen Joyce       | Filme          |
| 2009 | Survival of the Dead                | Janet / Jane O'Flynn | Filme          |

| Ano       | Título                                          | Papel                  | Notas                                                          |
| --------- | ----------------------------------------------- | ---------------------- | -------------------------------------------------------------- |
| 2001      | Dying to Dance                                  | (não-creditado)        | Telefilme                                                      |
| 2002      | Last Call                                       | Scottie                | Telefilme                                                      |
| 2003      | Family Curse                                    | Gina                   | Telefilme                                                      |
| 2003      | 111 Gramercy Park                               | Elizabeth              | Telefilme                                                      |
| 2003      | Missing                                         | Secretária             | Episódio "Thin Air"                                            |
| 2003      | Tarzan                                          | Rachel                 | Episódio "Secrets and Lies"                                    |
| 2004      | Show Me Yours                                   | Irene Jovem            | Episódio "War & Peace"                                         |
| 2004      | The Murdoch Mysteries                           | Sra. Eakins            | Episódio "Poor Tom Is Cold"                                    |
| 2004      | Kevin Hill                                      | Monica Salzburg        | Episódio "Making the Grade"                                    |
| 2005      | Ice Age Columbus: Who Were the First Americans? | Zia                    | Documentário de TV                                             |
| 2005–2006 | Beautiful People                                | Annabelle Banks        | 15 episódios                                                   |
| 2007      | Suspect                                         | Detetive Mary Grosz    | Telefilme                                                      |
| 2007      | The Dresden Files                               | Heather Bram           | Episódio "Hair of the Dog"                                     |
| 2007      | Durham County                                   | Nathalie Lacroix       | 6 episódios                                                    |
| 2007 2012 | Supernatural                                    | Mãe da Katie Elizabeth | Episódios "The Kids Are Alright" e "Citizen Fang"              |
| 2007      | Moonlight                                       | Tina Haggans           | Episódio "Fleur de Lis"                                        |
| 2008      | Cold Case                                       | Brenda MacDowell       | Episódio "The Road"                                            |
| 2008      | Accidental Friendship                           | Tami Baumann           | Telefilme                                                      |
| 2008–2012 | CSI: NY                                         | Samantha Flack         | 4 episódios                                                    |
| 2009      | Without a Trace                                 | Natalia Baldwin        | Episódio "Hard Landing"                                        |
| 2009      | Flashpoint                                      | Laura Scheinmann       | Episódio Last Dance                                            |
| 2009      | NCIS: Los Angeles                               | Aimee Su               | Episódio "Killshot"                                            |
| 2010      | The Wild Girl                                   | Margaret Hawkins       | Telefilme                                                      |
| 2010 2012 | Republic of Doyle                               | Jane Doe Annabelle     | Episódios "The Woman Who Knew Too Little" e "Con, Steal, Love" |
| 2010–2011 | Stargate Universe                               | Amanda Perry           | 4 episódios                                                    |
| 2010–2013 | Call Me Fitz                                    | Ali Devon              | 33 episódios                                                   |
| 2010–2011 | Haven                                           | Audrey Parker          | 4 episódios                                                    |
| 2011–2012 | Alphas                                          | Danielle Rosen         | 8 episódios                                                    |
| 2011      | Nikita                                          | Leela Kantaria         | Episódio "Coup de Grace"                                       |
| 2011      | Against the Wall                                | Eileen                 | Episódio "We Protect Our Own"                                  |
| 2014      | Resurrection                                    | Rachael Braidwood      | 5 Episódios                                                    |